# Bayantes
Bayantes (mongoliska: Баянтэс Сум, Баянтэс) är ett distrikt i Mongoliet.   Det ligger i provinsen Dzavchan, i den nordvästra delen av landet, 800 km väster om huvudstaden Ulaanbaatar.